# Saunders-Roe Princess
Saunders-Roe SR.45 Princess je bil velik desetmotorni potniški leteči čoln, ki ga je zasnoval britanski Saunders-Roe. Imel je kapaciteto 105 potnikov, dolet 9200 kilometrov in čas leta okrog 15 ur. Princess velja za največji kovinski leteči čoln kdajkoli zgrajen, leseni tovorni Hughes H-4 Hercules je bil sicer po dimenzijah večji. 
SR.34 je poganjalo deset turbopropelerskih motorjev Bristol Proteus, vsak je imel moč 2500 konjskih sil. H-4 je za razliko imel osem batnih zvezdastih motorjev, vsak s 3000 konjskimi silami. 
Prvi let je bil 22. avgusta 1952. Samo en prototip je letel, ostala dva so razrezali. Letalo ni vstopilo v serijsko proizvodnjo. 

## Specifikacije
Podatki iz Saunders and Saro Aircraft since 1917  British Flying Boats and Flight 1952
Splošne značilnosti
- Posadka: 2 pilota, 2 inženirja leta, radio operater in navigator
- Število sedežev: 105 potnikov
- Dolžina: 148 ft (45 m)
- Razpon kril: 219 ft 6 in (66,90 m)
- Višina: 55 ft 9 in (16,99 m)
- Površina kril: 5.019 sq ft (466,3 m2)
- Aeroprofil: "Saro-modified Goldstein section"; "modificana N.A.C.A. 4415 Series"  na koncih
- Teža praznega letala: 190.000 lb (86.183 kg)
- Bruto teža: 330.000 lb (149.685 kg)
- Maks. vzletna teža: 345.025 lb (156.501 kg)
- Kapaciteta goriva: 14.000 imp gal (63.645,3 L; 16.813,3 US gal) v štirih krilnih rezervoarjih
- Pogon letala: 8 × Bristol Coupled-Proteus 610 turboprop, 2.500 hp (1.900 kW)  vsak *Maks. kontinuirana moč: 2050 KM
- Pogon letala: 2 × Bristol Proteus 600 turboprop, 2.500 hp (1.900 kW)  vsak *'Maks. kontinuirana moč:' 2050 KN
- Propelerji: št. lopatic: 4 de Havilland s konstantnimi obrati, 16 ft 6 in (5,03 m) premer

Zmogljivost
- Maks. hitrost: 380 mph; 611 km/h (330 kn) na 37.000 ft (11.277,60 m)
- Potovalna hitrost: 360 mph (313 kn; 579 km/h) na 32.500 ft (9.906,00 m)
- Hitrost pri porušitvi vzgona: 113 mph; 181 km/h (98 kn) s spuščenimi krilci in plovci
- Doseg: 5.720 mi (4.971 nmi; 9.205 km)
- Trajanje leta: 15 ur
- Višina leta (servisna): 39.000 ft (11.887 m) absolute
- Hitrost vzpenjanja: 1.900 ft/min (9,7 m/s) pri 184 mph (296 km/h; 160 kn) na nivoju morja